# Luvisol

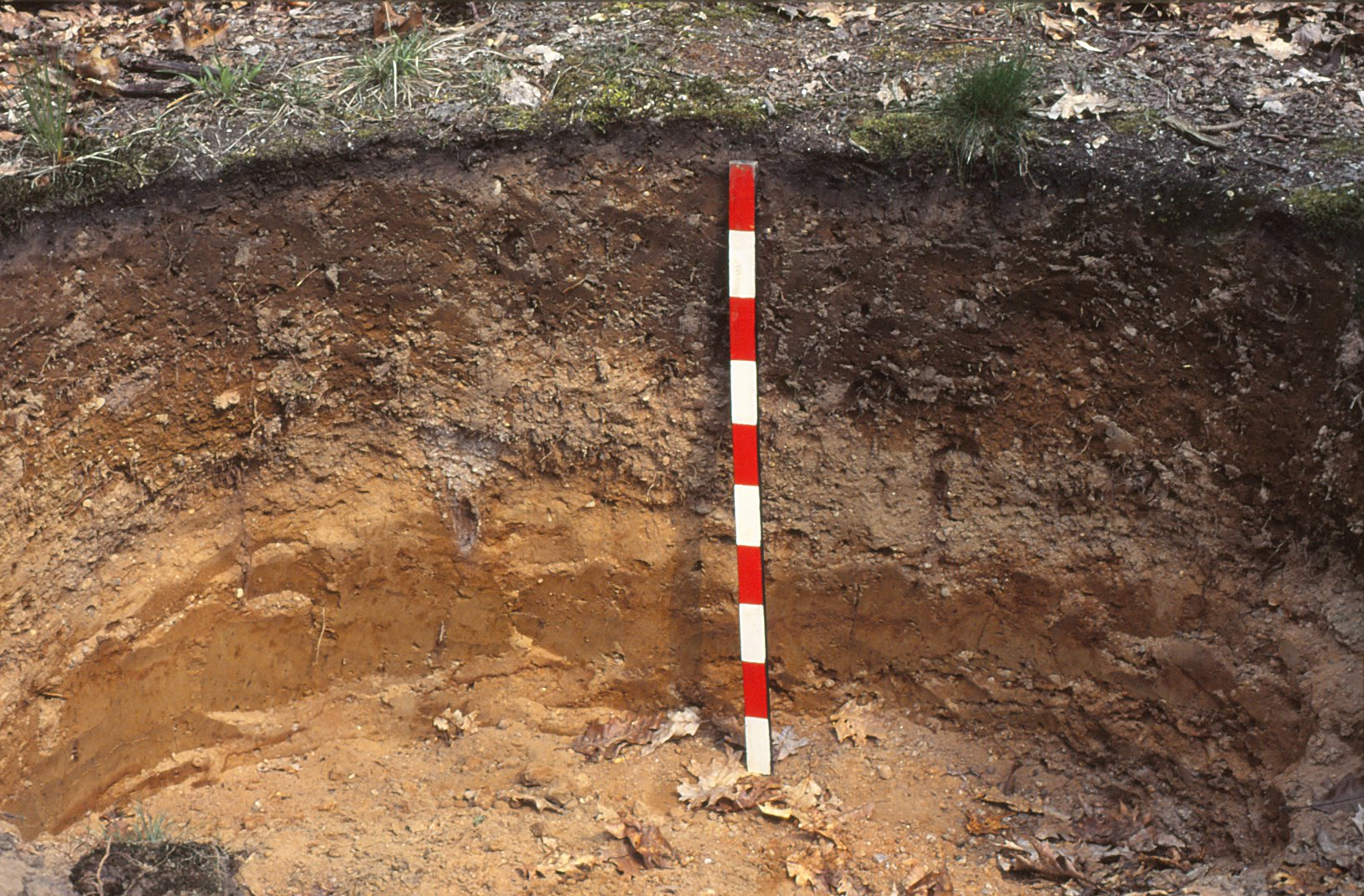
Ejemplo de Luvisol

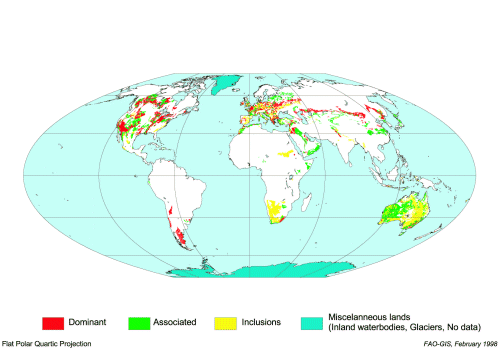
Mapa mundial de Luvisoles

Un Luvisol es un Grupo de Suelos de Referencia del sistema World Reference Base for Soil Resources (WRB) y un tipo de suelo del sistema francés RP (Referencia Pedológica). Luvisoles se desarrollan dentro de las zonas con suaves pendientes o llanuras, en climas en los que existen notablemente definidas las estaciones secas y húmedas. El término deriva del vocablo latino luere que significa lavar, refiriéndose al lavado de arcilla de las capas superiores, para acumularse en las capas inferiores, donde frecuentemente se produce una acumulación de la arcilla y denota un claro enrojecimiento por la acumulación de óxidos de hierro.
Se caracteriza de arriba hacia abajo, por Jamagne, 1973 : 
1. un horizonte A de la superficie (laborado, humífero bajo forestal)
2. un horizonte E, más o menos blanqueado, y pobre en arcilla
3. un horizonte B, más oscuro, rico en arcilla
4. un horizonte C, donde el tenor en arcilla está normalmente comprendido entre los del E y del B